# Azydek sodu
Azydek sodu, NaN
3 – nieorganiczny związek chemiczny z grupy azydków, sól azotowodoru i sodu.
Występuje w postaci białego proszku lub kryształów o gęstości 1,8 g/cm³. Rozpuszczalny w wodzie, gdzie powoli hydrolizuje do toksycznego azotowodoru HN
3 (także podczas reakcji z silnymi kwasami). Jest toksyczny.
Azydek sodu można otrzymać w dwuetapowej reakcji:
2Na + 2NH
3 → 2NaNH
2 + H
2
NaNH
2 + N
2O → NaN
3 + H
2O
Stosowany jest w syntezie organicznej, np. do otrzymywania azydków alkilowych w reakcji z halogenkami alkilowymi, w produkcji materiałów wybuchowych, a także jako czynnik generujący gaz w poduszkach powietrznych.
Ze względu na bardzo dużą toksyczność wobec mikroorganizmów, w praktyce laboratoryjnej azydek sodu (w stężeniu rzędu 0,1%) wykorzystywany jest do zabezpieczania roztworów buforowych i in. przed rozwojem pleśni i bakterii.